# Барба, Эудженио
Эудже́нио Ба́рба (итал. Eugenio Barba; род. 29 октября 1936, Бриндизи) — итальянский театральный режиссёр и педагог, один из наиболее влиятельных теоретиков современного театрального искусства.

## Биография
Вырос в Галлиполи (провинция Лечче). Отец, офицер, погиб во время Второй мировой войны. Эудженио закончил Военную академию в Неаполе (1954), но не пошёл по стопам отца. Он резко изменил свою жизнь: переехал в Норвегию, получил там учёные степени по французскому языку, норвежской литературе и истории религий. В 1961 году снова сменил место жительства, перебрался теперь в Варшаву, где стал учиться режиссуре в Государственной театральной школе. В 1962 году присоединился к Гротовскому в Ополе, проработал с ним три года, написал несколько книг о его театральных поисках, составил сборник теоретических статей, выступлений и заметок мастера «К бедному театру» (русский перевод: 2009).
В 1963 году посетил Индию, познакомился в штате Керала с традиционным театром катхакали, опубликовал о нём исследование, переведённое на несколько языков.
Вернувшись в Осло в 1964 году, решил полностью посвятить себя режиссуре, но как иностранец не мог быть допущен к профессии. Вместе с Й. Бьёрнебу создал независимую театральную группу и основал альтернативный «Театр Одина» (1964), поставил драму Бьёрнебу «Любители птиц», которая была показана в Норвегии, Швеции, Финляндии и Дании. По приглашению местных властей Барба переехал с театром в датский город Хольстебро.
В 1979 году создал Международную школу театральной антропологии. Входит в редакционный совет крупных международных театральных журналов (The Drama Review, Performance Research, New Theatre Quarterly, Teatro e Storia, Teatrología). Автор нескольких монографий о театральном искусстве, переведённых на различные языки мира.

## Творческий метод
Третий театр Барбы опирается на традиции европейской пантомимы, китайской оперы, индийского народного театра, театрального искусства Бали, Явы, Кореи.

## Избранные постановки
- Ferai (1969)
- Min Fars Hus (1972)
- Le Ceneri di Brecht (1980)
- Il Gospel Secondo Oxyrhincus (1985)
- Talabot (1988)
- Itsi Bitsi (1991)
- Kaosmos (1993)
- Mythos (1998)
- Sale (2002)
- Grandi Città sotto la Luna (2003)
- Il Sogno di Andersen (2005)
- Ur-Hamlet (2006)
- Don Giovanni all’Inferno (2006)

## Труды
- Beyond the floating islands. — New York: PAJ Publications, 1986.
- The secret art of the performer: a dictionary of theatre anthropology. — London; New York: Published for the Centre for Performance Research by Routledge, 1991 (в соавторстве с Никола Саварезе).
- The paper canoe: a guide to theatre anthropology. — London; New York: Routledge, 1995.
- La tierra de cenizas y diamantes: mi aprendizaje en Polonia: seguido de 26 cartas de Jerzy Grotowski a Eugenio Barba. — Barcelona: Octaedro, 2000

## Публикации на русском языке
- Барба Э. Бумажное каноэ. Трактат о театральной антропологии. — Издательство Санкт-Петербургской государственной академии театрального искусства., 2008.
- Барба Э., Саварезе Н. Словарь театральной антропологии. Тайное искусство исполнителя. — М.: Артист. Режиссёр. Театр., 2010.

## Признание
- Командор ордена «За заслуги перед Итальянской Республикой» (2 июня 2008 года)[2]
- Кавалер ордена Звезды итальянской солидарности (27 декабря 2001 года)[3]
- Золотая медаль «За заслуги в культуре Gloria Artis» (Польша; 2009 год)[4]
- Почётный доктор университетов Орхуса, Аякучо, Болоньи, Гаваны, Варшавы, Плимута, Монреаля. Лауреат множества премий в разных странах мира (Международная премия Пиранделло, премия Мексиканской театральной критики, премия Театральной академии Гонконга и др.).